# Neptuno (F-02)
«Нептуно» (ісп. Neptuno (F-02))) - мінний загороджувач, пізніше фрегат однойменного типу ВМС Іспанії середини XX століття

## Істрія створення
Мінний загороджувач «Юпітер» був замовлений відповідно до закону від 27 березня 1934 року. Закладений 6 листопада 1935 року на верфі у Ферролі. 
Через фінансові труднощі будівництво затягнулось, і у 1936 році, коли почалась громадянська війна в Іспанії, корабель все ще перебував на верфі Ферроля, де був захоплений франкістами.
Спущений на воду 19 грудня 1937 року, вступив у стрій 18 листопада 1939 року.

## Істрія служби
Корабель вступив у стрій через сім місяців після закінчення громадянської війни.
У 1958-1961 «Нептуно» був перекласифікований у протичовновий фрегат, але реально жодної модернізації не пройшов.
2 лютого 1972 року  корабель був виключений зі складу флоту і зданий на злам.